# Förderschule (Deutschland)
Als Förderschule wird im Schulsystem in Deutschland eine Variante der allgemeinbildenden Schule bezeichnet, historisch hieß sie Hilfsschule. Je nach Bundesland wird sie auch Schule mit sonderpädagogischem Förderschwerpunkt, Sonderpädagogisches Bildungs- und Beratungszentrum oder Förderzentrum genannt. Sie ist für Kinder und Jugendliche, die in ihren Bildungs-, Entwicklungs- und Lernmöglichkeiten als mehr oder weniger schwer behindert eingestuft werden (z. B. durch eine Lern- oder geistige/kognitive Behinderung, eine Sinnes- und/oder Körperbehinderung, seltener wegen einer langfristigen Erkrankung oder eines erlittenen Unfalls). Die unterschiedlichen Bezeichnungen für die gleiche Schulart ergeben sich aus der Bildungshoheit der Länder. In dieser Schulart bieten verschiedene Förderschultypen in kleinen Lerngruppen einen sonderpädagogischen Unterricht an, der speziell auf die jeweiligen Beeinträchtigungen/Behinderungen zugeschnitten wird. Dieser stellt den Schülern, zusammen mit einer stressfreieren Umgebung, eine erfolgreichere Entwicklung als an einer Regelschule in Aussicht. Vertreter der Inklusiven Pädagogik verneinen dies. Für Förderschulen besteht Schulpflicht.
Förderschulen sind nach gegenwärtiger Zuweisung nur für diejenigen Schüler eingerichtet, deren Förderbedarf über das hinausgeht, was von einer kompetenten Lehrperson an einer allgemeinen Schule zu erwarten ist, die über professionelle Methoden der inneren Differenzierung verfügen können muss. Eine sonderpädagogische Förderung setze nach Einschätzung der Schulbehörden Fähigkeiten voraus, über die in der Regel nur Spezialisten verfügten. „Beim Vorliegen von Teilleistungsschwächen, z. B. Legasthenie, Dyskalkulie, ADHS, oder sprachlichen Defiziten, z. B. bei Schülern mit Migrationshintergrund, besteht in der Regel kein sonderpädagogischer Förderbedarf“, mithin auch keine Veranlassung, eine Beschulung in einer Förderschule in Betracht zu ziehen.

## Bildungsstatistik
Im Schuljahr 2019/2020 hatten an allgemeinbildenden Schulen ca. 568 000 Schüler sonderpädagogischen Förderbedarf. Davon ging etwas mehr als die Hälfte (gut 325 000) auf Förderschulen.
Gut 95 000 Schülerinnen und Schüler wurden im Schuljahr 2019/2020 in Grundschulen sonderpädagogisch gefördert. Fast zwei Drittel (gut 60 000) davon waren Jungen. Dem größten Teil der sogenannten Integrationsschüler (gut 41 000) wird eine Lernschwäche zugeschrieben. Am zweithäufigsten gab es einen Förderbedarf bei der emotionalen und sozialen Entwicklung (gut 19 000 Schüler). 16 000 Schüler hatten einen Förderbedarf im Bereich Sprache.
Im Jahr 2007 waren es noch etwa 430.000 Schüler an Förderschulen, das waren etwa 4,5 % aller Schüler in Deutschland. Im Schuljahr 2012/2013 wurde im Bundesgebiet durchschnittlich 6,6 % der Schüler ein sonderpädagogischer Förderbedarf bescheinigt. Dieser Wert betrug in Rheinland-Pfalz 4,9 %, in Mecklenburg-Vorpommern hingegen 10,5 %. Im Jahr 2016 war bei etwa 525.000 Schülern ein sonderpädagogischer Förderbedarf festgestellt, das entsprach etwa 7 % aller Schüler. Davon wurden etwa 320.000, also 4,2 % aller Schüler, an Förderschulen unterrichtet. 205.000 Schüler wurden inklusiv beschult.
Die Anzahl der Förderschulen in Deutschland ist in den Jahren 2009 bis 2018 von 3.337 auf 2.835 gesunken.

## Begriffsentwicklung
In der Umgangssprache findet sich heute oft noch die Bezeichnung Sonderschule, teilweise auch die historische Bezeichnung Hilfsschule, die beide nicht mehr offiziell verwendet werden.
Die Umbenennung der früheren „Hilfsschulen“ in „Sonderschulen für Lernhilfe“ oder „Förderschulen“ sollte unter anderem der zunehmenden Stigmatisierung der Schüler als „ausgesonderte“ Menschen entgegentreten. Seit Mitte der 1990er Jahre gingen viele Länder dazu über, den Begriff „Sonderschule“ bei allen Sonderschulformen durch andere Begriffe wie „Förderschule“ oder „Schule mit sonderpädagogischem Förderschwerpunkt“ zu ersetzen.
Mit dem Begriff „Förderung“ soll deutlich gemacht werden, dass die Schulen bestrebt sind, Beeinträchtigungen/Behinderungen abzubauen und zu kompensieren. Demnach genügt es nicht, einem Schüler zu attestieren, dass er an einer Regelschule zurzeit nicht optimal gefördert werden könne. Vielmehr ist es notwendig, durch eine eingehende und begleitende Förderdiagnostik eine geeignete pädagogische bzw. sonderpädagogische Förderung zu finden. Allerdings liegt bei den mehrfachen Umbenennungen auch der Gedanke an eine Euphemismus-Tretmühle nicht fern. Den in die Bezeichnung Förderschule eingegangenen Begriff der Förderung sieht der Bildungswissenschaftler Gottfried Biewer als höchst problematisch an. Trotz fehlender erziehungswissenschaftlicher Herleitung habe er sich im sonderpädagogischen Feld als zentraler Begriff etabliert, der in zahlreichen Komposita, wie z. B. auch in „Förderschule“ vorkomme. Die inflationäre Verwendung des Begriffs Förderung im Schulsystem sei nicht auf seine Klarheit, sondern auf seine inhaltliche Unbestimmtheit zurückzuführen.
Nach dem Jahr 2000 änderten mehrere Bundesländer die Bezeichnung der Förderschulen, beispielsweise Bayern in Förderzentrum, Baden-Württemberg in Sonderpädagogisches Bildungs- und Beratungszentrum. Der Begriff „Förderzentrum“ hat in der Fachliteratur noch keine einheitliche Definition. Eine Förderschule kann ein Förderzentrum sein, ohne diesen Namen zu tragen. Förderzentren sind häufig aus Förderschulen entstanden, indem der Aufgabenbereich der Schulen „nach außen“ erweitert wurde. Die Sonderschullehrer des Förderzentrums sind nun nicht mehr nur für den Unterricht an der Förderschule und die Betreuung der Schüler mit Behinderung dort zuständig, sondern auch für den Unterricht der Schüler mit Behinderung in anderen Schulen, sowie für die Beratung der Lehrkräfte der Regelschulen. Daher wurden an den Förderschulen in vielen Bundesländern mobile sonderpädagogische Dienste eingerichtet.

## Spezifische Förderung und Integration
Früher stand der Gedanke im Vordergrund, auch Kinder mit Behinderung hätten ein Recht auf schulische Bildung, dem durch spezielle Einrichtungen entsprochen werde, wodurch auch die Erfüllung der Schulpflicht garantiert werde. Lübeck gehörte zu den ersten deutschen Staaten, die den Schulzwang für Taubstumme (heute: Gehörlose) einführten und eine selbständige Schule für Schwachbefähigte errichteten. Heinrich Strakerjahn begründete 1898 den Verband der Hilfsschulen Deutschlands (seit 2008: Verband Sonderpädagogik e. V.) mit. Dass auch Kinder mit Schwerstbehinderung nicht „ausgeschult“ werden, gilt heute als selbstverständlich.
Systemische Grundlage für die Aufnahme beziehungsweise Überweisung eines Kindes in eine Förderschule ist die Feststellung eines spezifischen sonderpädagogischen Förderbedarfs nach einem von den Ländern gesetzlich geregelten Verfahren. Dem je nach Art und Umfang der Behinderung oder Erkrankung festgestellten Förderbedarf kann grundsätzlich in einer Förderschule oder auch durch Integration in eine allgemeine Schule entsprochen werden. Inzwischen enthalten die Schulgesetze aller Bundesländer Regelungen, die den Eltern für ihre Kinder mit sonderpädagogischem Förderbedarf ein Wahlrecht zwischen Regel- und Förderschule zubilligen. Einer in Teilen häufig qualitativ und quantitativ besseren technischen und pädagogischen Ausstattung der Förderschulen steht die Möglichkeit einer besseren gesellschaftlich-sozialen Integration und ausgewogeneren Bildung des Kindes in einer allgemeinen Schule gegenüber. Bei einer Zuweisung eines Schülers in eine Förderschule wird davon ausgegangen, dass Barrieren, die mit dem Besuch in Regelschulen verbunden sind, nicht mit vertretbarem Aufwand beseitigt werden können.
Um bei der sonderpädagogischen Förderung in der allgemeinen Schule pädagogisches Know-how zu konzentrieren, sind sogenannte Integrationsschulen entstanden: Schulen, in denen in mehreren Klassen häufig auch zwei oder drei  Kinder mit Behinderung teilweise oder durchgehend am Unterricht teilnehmen.
Solange der Förderbedarf eines Schülers mit dem Attribut „sonderpädagogisch“ versehen wird, findet streng genommen auch in Regelschulen noch keine Inklusion statt, da diese mit einer förmlichen Etikettierung bestimmter Schüler nicht vereinbar ist.

## Förderschwerpunkte im Überblick
Die Kultusministerkonferenz unterscheidet zwischen den Förderschwerpunkten:
- Förderschwerpunkt Lernen
- Förderschwerpunkt Sehen
- Förderschwerpunkt Hören
- Förderschwerpunkt Sprache
- Förderschwerpunkt körperliche und motorische Entwicklung
- Förderschwerpunkt geistige Entwicklung
- Förderschwerpunkt soziale und emotionale Entwicklung
- Förderschwerpunkt Unterricht kranker Schülerinnen und Schüler
- Förderschwerpunkt Unterricht von Kindern mit autistischem Verhalten

Da die Bundesländer es festlegen, müssen nicht alle Förderschwerpunkte in allen Ländern eingerichtet sein oder können anders benannt werden. Grundsätzlich unterrichten Schulen, unabhängig von ihrem eigenen Förderschwerpunkt gemäß dem festgestellten Förderschwerpunkt des Kindes. Schüler können auch mehrere sonderpädagogische Förderschwerpunkte haben, wie es bei Kindern mit komplexen Behinderungen häufiger der Fall ist.
Neben allgemeinbildenden Förderschulen existieren auch verschiedene berufsbildende Schulen mit einem sonderpädagogischen Schwerpunkt, sogenannte berufliche Förderschulen. Das heutige deutsche Förderschulsystem mit ausdifferenzierten Schultypen geht auf die Gedanken von Wilhelm Hofmann zurück.

### Förderschwerpunkt Lernen
Schulen mit dem Förderschwerpunkt Lernen nehmen Menschen mit einer Lernbehinderung in den Blick. Wissenschaftliche Grundlage ist neben der allgemeinen Pädagogik die Lernbehindertenpädagogik.

#### Geschichte
1835 wurde in Chemnitz die so genannte Notschule gegründet, die für Schüler mit mangelndem Wissen zur Konfirmation gedacht war. In Halle (Saale) richtete ein Rektor 1859 eine Nachhilfeklasse für „nicht vollsinnige Kinder“ ein. Im weiteren Verlauf besuchten vor allem lernschwache Schüler die „Notschule“. Heinrich Ernst Stötzner gründete 1881 eine der ersten „Hilfsschulen“ Deutschlands, im selben Jahr richtete Heinrich Kielhorn in Braunschweig eine Hilfsklasse ein. Andere entstanden in Elberfeld und Leipzig. Mit seiner Schrift „Schulen für schwachbefähigte Kinder“ rief Stötzner praktisch die Hilfsschulen ins Leben. Stötzner propagiert darin eine eigenständige Schule für Kinder, die er als „die letzten in der Classe“ beschreibt. Der Besuch der Hilfsschulen war den Kindern vorbehalten, denen eine geringe kognitive Begabung attestiert wurde, nicht jedoch denen, die als nicht „schulbildungsfähig“ galten. In einem Referat zur Heilpädagogischen Woche in Berlin 1927 verwendete Eduard Spranger erstmals die Bezeichnung Sonderschule.
Nach der Machtergreifung Hitlers trat das Gesetz zur Verhütung erbkranken Nachwuchses in Kraft, das einen ausdrücklichen Hinweis auf die Hilfsschüler enthielt. Dadurch veränderte sich das Ziel der Hilfsschulen massiv: Zur Unterstützung der „Erb- und Rassenpflege“ und besonders zur Entlastung der Volksschulen wurden Kinder in den Hilfsschulen „zur Beobachtung“ eingewiesen. Die Hilfsschule als Institution war dadurch nicht gefährdet, wohl aber die Schüler selbst, unter anderem durch häufige Zwangssterilisation (siehe auch Aktion T4).
Im Jahr 1955 wurde der Verband deutscher Hilfsschulen in Verband Deutscher Sonderschulen (seit 2008: Verband Sonderpädagogik e. V.) umbenannt. Als neue Bezeichnung der Schülerschaft setzte sich Lernbehinderte durch. Die Kultusministerkonferenz verwendete diesen Begriff 1960 in einem Gutachten zur Neuordnung des Sonderschulwesens. Die Umbenennung der Hilfsschule zur Sonderschule für Lernbehinderte setzte sich zuerst in Hessen, später im ganz Deutschland durch.

#### Zielsetzung
Die Ziele des Förderschwerpunkts orientieren sich an den Zielen der Regelschulen, nehmen jedoch mehr die Lebensbedeutsamkeit für den Schüler in den Blick. Im Vordergrund steht die Vermittlung von Kulturtechniken, außerdem sollen Lehrkräfte den Schülern eine größtmögliche Teilhabe ermöglichen. Der Unterricht erfolgt zieldifferent, auf Grundlage des Bildungsplans des Förderschwerpunkts und entsprechend den Fähigkeiten der einzelnen Schüler. Eine Leistungsmessung erfolgt individuell. Die Schüler können je nach Bundesland einen Abschluss erwerben, dieser Förderschulabschluss ist jedoch nicht bundesweit normiert.

### Förderschwerpunkt Sehen
An Schulen mit dem Förderschwerpunkt Sehen werden sowohl blinde Kinder als auch Kinder mit einer Sehbeeinträchtigung unterrichtet. Wissenschaftliche Grundlage ist neben der allgemeinen Pädagogik die Blinden- und Sehbehindertenpädagogik.

#### Geschichte
Im Jahr 1806 wurde in Berlin die erste Blindenschule Deutschlands ins Leben gerufen, die später nach ihrem Gründer benannte Johann-August-Zeune-Schule.

#### Zielsetzung
Inhalte sind, neben den üblichen schulischen Inhalten, die Förderung der Mobilität, der Selbstversorgung, aber auch der Begriffsbildung und die Vermittlung von Schrift, insbesondere, aber nicht nur der Brailleschrift. Außerdem sollen die Schüler, entsprechend ihren Bedürfnissen, im Umgang mit elektronischen und nicht-elektronischen Hilfsmitteln unterrichtet werden. Grundlage des Unterrichts ist der Bildungsplan der Regelschule, sowie ergänzend der Bildungsplan des Förderschwerpunkts. Das Bildungsziel ist identisch mit dem Bildungsziel der Regelschule.

### Förderschwerpunkt Hören
Schulen mit dem Förderschwerpunkt Hören beschulen sowohl gehörlose als auch hörbeeinträchtigte Kinder. Wissenschaftliche Grundlage ist neben der allgemeinen Pädagogik die Gehörlosenpädagogik.

#### Geschichte
1778 wurde die Sächsische Landesschule für Hörgeschädigte Leipzig durch Samuel Heinicke als erste Gehörlosenschule Deutschlands (heute Förderzentrum Samuel Heinicke) gegründet.
In der Vergangenheit befanden sich die Förderschulen für blinde und Kinder mit Sehbehinderung und die Förderschulen für gehörlose und schwerhörige Kinder (zusammengefasst als Schule für Hörgeschädigte) unter einem Dach. Heutzutage ist dies seltener der Fall, da die Anforderungen z. B. an die bauliche Gestaltung unterschiedlich sind.

#### Zielsetzung
Zentrale Aufgabe des Förderschwerpunkt Hörens ist die Entwicklung des Hörens und der Lautsprache zu unterstützen und so die persönlichen Kommunikationsfähigkeiten des Kinds zu erweitern. Außerdem haben der Erwerb der Schriftsprache, sowie gegebenenfalls auch der Erwerb der Gebärdensprache eine besondere Bedeutung. Grundlage des Unterrichts ist der Bildungsplan der Regelschule, sowie ergänzend der Bildungsplan des Förderschwerpunkts. Das Bildungsziel ist identisch mit dem Bildungsziel der Regelschule.

#### Pädagogisch-audiologische Beratungsstellen
Pädagogisch-audiologische Beratungsstellen dienen der Beratung von Eltern hinsichtlich einer vermuteten oder diagnostizierten Hörschädigung bei ihrem Kind. Auf Wunsch kann bis zur Einschulung eine Frühförderung durchgeführt werden.

### Förderschwerpunkt Sprache
Schulen mit dem Förderschwerpunkt Sprache (siehe Sprachheilschule) werden von Kindern mit einer Sprachbehinderung besucht. Wissenschaftliche Grundlage ist neben der allgemeinen Pädagogik die Sprachheilpädagogik.

### Förderschwerpunkt körperliche und motorische Entwicklung
Schulen mit dem Förderschwerpunkt körperliche und motorische Entwicklung werden von Kindern mit einer Körperbehinderung besucht. Wissenschaftliche Grundlage ist neben der allgemeinen Pädagogik die Körperbehindertenpädagogik.

#### Geschichte
Schon früh konnten Menschen mit Körperbehinderung, sofern sie einer privilegierten Schicht angehörten, eine Schulbildung erhalten. Ein Beispiel ist Thomas Schweicker im 16. Jahrhundert. Erste Versuche der institutionellen Erziehung und des Unterrichts von Kindern mit Körperbehinderung gehen auf orthopädische Institute zurück, die zusätzlich Unterricht und Erziehung anboten. Als eine der ersten gelten dabei das Carolinen-Institut in Würzburg oder die Heilanstalt für Verwachsene Berlin, wobei die medizinische Behandlung der Kinder weiterhin im Vordergrund stand. Der Unterricht war eher mit der heutigen Schule für den Unterricht kranker Schüler vergleichbar. Anfang des 20. Jahrhunderts gründeten sich evangelische und katholische Vereine wie die Josefs-Gesellschaft. Sie setzte sich das Ziel, ausbildungsfähigen verkrüppelten Knaben katholischer Konfession im Alter von mindestens 14 Jahren neben Pflege, Heilbehandlung und christlicher Erziehung eine gewerbliche Ausbildung zu geben. Menschen mit komplexer Behinderung waren noch explizit vom Schulunterricht ausgeschlossen. 1910 wurden in Berlin und Hamburg die ersten Tagesschulen für Menschen mit Körperbehinderung eröffnet, circa zehn Kinder wurden mit Pferdefuhrwerken täglich für wenige Stunden zu einem Sonderunterricht gefahren. Schon damals wurden Diskussionen zum Für und Wider der Segregation geführt.
Hans Würtz, der Begründer der Krüppelpädagogik, lehnte den gemeinsamen Unterricht von Nichtbehinderten und Körperbehinderte ab. In seinem Buch Das Seelenleben des Krüppels heißt es zum Beispiel:

„Jedes schulfähige Krüppelkind gehört in eine besondere Krüppelschule, in der unter Berücksichtigung der verschiedenen Gebrechen nach bestimmten Methoden auf Grund einer besonderen Krüppelseelenkunde unterrichtet wird.“

Während der Zeit des Nationalsozialismus wurde die Reichsschulpflicht und die Sonderschulpflicht eingeführt, die vorsah, dass Menschen mit Körperbehinderung die Pflicht zum Besuch der Schule für Krüppel hatten. Bildungsunfähige Kinder und Jugendliche waren von der Schulpflicht ausgenommen, wobei als bildungsunfähig häufig Menschen mit komplexer Behinderung angesehen wurden. Diese Regelung galt sinngemäß in den Ländern der Bundesrepublik bis zur Einführung der allgemeinen Schulpflicht Mitte der 70er Jahre.

#### Zielsetzung
Neben den Zielen der jeweiligen Regelschule steht das Ziel im Vordergrund, dass die Schüler den Anforderungen ihres persönlichen Lebenszusammenhanges gerecht werden können. Außerdem spielt die Versorgung mit Hilfsmitteln, wie Orthesen oder Rollstühle und ähnlichem eine nicht unerhebliche Rolle. Der Unterricht hat die Bewegungsförderung als fächerübergreifendes Prinzip. Grundlage des Unterrichts ist der Bildungsplan der Regelschule, sowie ergänzend der Bildungsplan des Förderschwerpunkts. Das Bildungsziel kann ein bundeseinheitlicher Abschluss einer Regelschule sein.

### Förderschwerpunkt geistige Entwicklung
An Schulen mit dem Förderschwerpunkt geistige Entwicklung lernen Schüler mit einer geistigen Behinderung. Wissenschaftliche Grundlage ist neben der allgemeinen Pädagogik die Geistigbehindertenpädagogik.

#### Geschichte
Die Nachkriegszeit brachte entscheidende Veränderungen. Es wurde einerseits an das in der Weimarer Republik bestehende und während des Nationalsozialismus deformierte System angeknüpft, andererseits das staatliche Sonderschulwesen weiter etabliert und massiv ausgebaut.
Im Jahr 2000 erhielten bundesweit rund 67.000 Kinder diesen Status. 2020 waren es mehr als 100.000, bei gleichzeitig sinkenden Schülerzahlen. Ihr Anteil an der Gesamtheit aller Schüler stieg binnen zwei Jahrzehnten von 0,7 auf 1,4 Prozent (im Jahr 2022). Die regionale Entwicklung ist dabei sehr unterschiedlich: Von 2010 bis 2020 stieg die Zahl der entsprechenden Schüler in Niedersachsen um 57 Prozent, in Berlin um 80 Prozent, in Bayern hingegen nur um 12 Prozent. Der Anteil der Kinder mit dem Förderschwerpunkt geistige Entwicklung an allen schulpflichtigen Kindern lag 2020 regional zwischen 0,9 Prozent (in Hamburg) und rund 2,2 Prozent (in Sachsen-Anhalt). Die Ursachen für die Zunahme sind unklar, ein klarer medizinischer Grund nicht erkennbar.
Siehe auch: Entwicklung der Förderung Behinderter, Sonderpädagogik im Nationalsozialismus

#### Zielsetzung
Der Unterricht arbeitet daraufhin, dass die Schüler befähigt werden, alltägliche Aufgaben selbstständig zu erledigen und so die Selbstversorgung zu sichern. Ziele und Inhalt des Unterrichts gehen von den Fähigkeiten des Schülers aus und orientieren sich an den Zielen der Regelschulen. Auf Grundlage dieser Vorgaben und den Vorgaben des Bildungsplans für den Förderschwerpunkt geistige Entwicklung wird ein individueller Förderplan für jedes Kind erstellt. Durchgängiges Prinzip ist die größtmögliche Handlungsorientierung im Unterricht. Schüler des Förderschwerpunkts geistige Entwicklung können keinen bundeseinheitlichen Abschluss erwerben.

### Förderschwerpunkt emotionale und soziale Entwicklung
Schulen mit dem Förderschwerpunkt emotionale und soziale Entwicklung unterrichten Kinder und Jugendliche mit Problemverhalten.
Der Unterricht zielt, neben dem Erwerb von Fähigkeiten und Wissen vor allem auf den Aufbau einer stabilen und positiven Persönlichkeit. Das erzieherische Handeln der Lehrkräfte ist geprägt von engen Regeln und dem Setzen von Grenzen, sowie dem positiven Beziehungsaufbau. Die Schüler können einen Regelschulabschluss erwerben.

### Geschichte
Nach dem Ersten Weltkrieg kümmerte sich der Pionier Arno Fuchs um die Beschulung von Kindern und Jugendlichen, die durch die Kriegserfahrungen seelisch geschädigt waren. Psychoanalytische Ansätze bei August Aichhorn (1925) und Bruno Bettelheim (1950) begründeten eine Sonderlinie. In der Zeit des Nationalsozialismus wurde nur auf Zucht und Ordnung gesetzt, der Reichsarbeitsdienst galt als Therapie, Jugend-KZ wurden eingerichtet, Nach 1945 war im Westen bei auffälligem Verhalten nicht mehr wie von sittlich verwahrlosten oder erbkranken, sondern von verhaltensgestörten Kindern und Jugendlichen die Rede. Seit den 1970er Jahren wurde gefragt, ob ›verhaltensgestörte‹ Kinder vielleicht ›nur‹ Opfer von gesellschaftlichen wie individuellen Prozessen seien. Siegfried Lamnek untersuchte soziale Ursachen von Jugendkriminalität. In der DDR entstand ab 1965 eine ›Verhaltensgestörtenpädagogik‹ mit einem staatskonformen Verständnis. Es entstanden Spezialkinderheime, Jugendwerkhöfe und der Geschlossene Jugendwerkhof Torgau für schwererziehbare Kinder. Die weitere Diskussion bis heute stellt auch das Festhalten an eigenen Schulen für die Jugendlichen infrage, durch die keine Besserung erreicht werde. Emil Erich Kobi versuchte mit dem Begriff „verhaltensoriginell“ eine neue Sicht.

### Förderschwerpunkt Unterricht kranker Schülerinnen und Schüler
Der Förderschwerpunkt für Schüler in längerer Krankenhausbehandlung ist häufig an Reha-, Kurkliniken oder Krankenhäusern angegliedert. Im Regelfall werden Schüler nicht dauerhaft in dieser Schulform unterrichtet, sondern kommen von einer Schule und werden diese perspektivisch später auch wieder besuchen. Entsprechend ist die Zusammenarbeit aller beteiligten Lehrkräften von Bedeutung. Der Unterricht erfolgt auf Grundlage des Bildungsplans der Regelschule, es werden aber auch ärztliche Behandlungsmaßnahmen in den Unterricht mit einbezogen.

## Legitimation und Kritik der Institution Förderschule
Förderschulen sind in ihrer Existenz und ihrem Angebot umstritten. Den Befürwortern der deutschen Tradition steht die Kritik gegenüber, dass diese Schulen ihr Ziel einer „bestmöglichen Förderung“ verfehlten, weil die betroffenen Schüler an Regelschulen bessere Leistungen erzielen könnten. Sie fordern stattdessen eine integrative bzw. inklusive Bildung.

### Diskussion seit der deutschen Zustimmung (2009) zur UN-Konvention
Die UN-Behindertenrechtskonvention von 2006 schreibt ein integratives Bildungssystem vor. Da in Deutschland nach Art. 25 GG die „allgemeinen Regeln des Völkerrechtes Bestandteil des Bundesrechtes“ sind, gibt es seit der deutschen Ratifikation 2009 ein einklagbares Recht von Erziehungsberechtigten auf Beschulung ihrer Kinder in Regelschulen in Deutschland, soweit es mit dem Grundgesetz konform geht.
Befürworter der Förderschulen fordern ihre Erhaltung, weil es immer Schüler geben werde, die dort am besten gefördert werden könnten. Außerdem sei zu erwarten, dass Regelschullehrer zu Sparzwecken immer mehr die sonderpädagogische Förderung selbst zu übernehmen hätten, dem ein Stellenabbau bei Sonderpädagogen folgen werde. Zudem werde die besonders relevante Gruppe der verhaltensauffälligen und der Kinder mit Lernbehinderung der ständigen belastenden Erfahrung des Scheiterns ausgesetzt. Gleichzeitig drohten durch sie Störung und Verlangsamung des Unterrichts, wodurch ein allgemeiner Niveauverlust zu befürchten sei.
Für Kinder mit Sprachauffälligkeiten könnten sich „neurobiologische Fenster der Gelegenheit“ schließen, wenn ihnen im Grundschulalter die Chance verwehrt werde, vorübergehend eine Schule zu besuchen, in der ein „zielgerichteter Einsatz der methodisch kompetenten Sonderpädagogen“ möglich sei, d. h. ihre logopädischen Probleme würden sich ohne einen solchen Einsatz verfestigen. Sprachheilschulen hätten eine exzellente Bilanz der „Rückschulung“ erfolgreich unterstützter Kinder in die Regelschulen.
Ein Minimalkonsens ist, dass eine Abschaffung der Förderschulen für Schüler mit lediglich körperlichen Behinderungen zugunsten des gemeinsamen Unterrichts an der Regelschule wünschenswert ist. Umstritten ist hingegen die Frage, ob es weiterhin Förderschulen geben darf oder sogar muss (im Sinne der Umsetzung des Wunsches von Erziehungsberechtigten, die diesen Schultyp als dem Wohl ihres Kindes am dienlichsten bewerten), solange es eine Nachfrage nach diesem Schultyp gibt. So vertritt z. B. der Türkische Elternbund Hamburg e. V. die Auffassung, „dass die Personensorgeberechtigten entscheiden können, ob ihr Kind mit sonderpädagogischem Förderbedarf eine allgemeine Schule oder eine Sonderschule besuchen soll“.
Einer radikalen Interpretation der Konvention zufolge müssen in Zukunft alle  Schüler mit Behinderungen an Regelschulen unterrichtet werden. Die gewerkschaftsnahe Max-Traeger-Stiftung hingegen geht in einem Gutachten davon aus, dass die Länder und Kommunen als Schulträger durch die Behindertenkonvention nur gezwungen sein könnten, 80 bis 90 Prozent der  Schüler mit Behinderung inklusiv und in Sinne des Universellen Designs zu beschulen. Für die übrigen 10 bis 20 Prozent gebe es also prinzipiell die Möglichkeit, sie weiterhin in Sondereinrichtungen zu beschulen, wenn das gewünscht werde.
Bund und Länder haben im German Statement (2016) gemeinsam Stellung gegen einen 2015 erhobenen Vorwurf des UN-Fachausschusses (deutsche Vizevorsitzende Theresia Degener) genommen und bekräftigt, an der institutionellen Differenzierung festzuhalten und weiterhin spezielle Förderschulen anzubieten. Ausdrücklich wird das Elternrecht unterstützt.

### Zielsetzung
Die deutsche Kultusministerkonferenz stellt die Zielsetzung von Förder- bzw. Sonderschulen wie folgt dar:

„Sonderpädagogische Förderung soll das Recht der behinderten und von Behinderung bedrohten Kinder und Jugendlichen auf eine ihren persönlichen Möglichkeiten entsprechende schulische Bildung und Erziehung verwirklichen. Sie unterstützt und begleitet diese Kinder und Jugendlichen durch individuelle Hilfen, um für diese ein möglichst hohes Maß an schulischer und beruflicher Eingliederung, gesellschaftlicher Teilhabe und selbständiger Lebensgestaltung zu erreichen.“

Jedoch bewirkt die Aussonderung in das Förderschulsystem Ausgrenzung und Distanz, indem Kinder mit Behinderung von durchschnittlichen Kindern ferngehalten werden und diese daher einander nicht kennenlernen und kein realistisches Bild voneinander entwickeln können. Hieraus ergibt sich eine wesentliche Grundlage späterer lebenslanger Diskriminierung sowie der Entmenschlichung von  Menschen mit Behinderung, wie sie z. B. aus der neuen Euthanasiedebatte bekannt ist.
Der SPD-Politiker Christoph Ehmann, Generalsekretär von Campus Europae, einem Verbund europäischer Universitäten, sieht in der Finanzierungsstruktur des Bildungssystems eine Tendenz, junge Menschen mit dem Besuch von Förderschulen zu stigmatisieren und somit von der Teilhabe an gesellschaftlichen Kernbereichen auszuschließen. „Die deutsche Schulpolitik ist noch heute von einer Homogenitätsideologie grundiert. Das ist verbunden mit dem politischen Willen zum Aussortieren und hat – etwas Faschistisches.“

### Völkerrechtswidrigkeit
Die Kritik an den Förderschulen argumentiert in erster Linie mit der am 26. März 2009 in Kraft getretenen UN-Konvention über die Rechte von Menschen mit Behinderungen.
Die vom deutschen Bundestag im November 2008 ratifizierte Übersetzung des Originaldokuments enthält eine Abschwächung einer ursprünglichen Formulierung. Der Terminus der „inklusiven Beschulung“ („inclusive“, eingeschlossen) wurde mit dem Wort einbeziehend („integrativ“) falsch übersetzt. Dies wird als eine Verwässerung der ursprünglichen Aussage kritisiert. Die Konvention etabliert einen Rechtsanspruch für Eltern auf eine inklusive Beschulung ihrer Kinder, woran auch die vom Bundestag ratifizierte Falschübersetzung nichts ändert, da die deutsche Fassung nach Artikel 50 der gleichen Konvention kein verbindlicher Wortlaut ist. Dieses Recht kann deshalb gegenüber Schulbehörden im Widerspruch zum Bundestagsbeschluss geltend gemacht und eingeklagt werden.
Am 1. Juli 2009 stellte die damalige Beauftragte der Bundesregierung für die Belange behinderter Menschen, Karin Evers-Meyer, die von ihr ins Leben gerufene Kampagne „alle inklusive! Die neue UN-Konvention“ vor, bei der 22 Verbände auf acht Fachkonferenzen zu acht Themenfeldern den legislativen und sonstigen Handlungsbedarf ermittelt hatten. Die Verbände forderten, dass es keinen Neu- oder Ausbau von Förderschulen in Deutschland mehr geben solle.

### Menschenrechtswidrigkeit
Einige Kritiker bestreiten, dass Eltern unter Berufung auf ihr Elternrecht das Recht hätten, auf der Weiterexistenz von Förderschulen zu bestehen. Sie hätten nicht einmal das Recht, ihre Kinder auf einer Förderschule anzumelden.
Valentin Aichele, Leiter der Monitoring-Stelle beim Deutschen Institut für Menschenrechte, meint, Kinder hätten, gleich ob mit oder ohne Behinderung, ein Recht auf inklusive Bildung, das der Staat einlösen müsse. Die Kinder hätten aber nach der Behindertenrechtskonvention kein Recht auf den Besuch der Sonder- oder Förderschule. Nach Ansicht von Hans Wocken favorisiere die Behindertenrechtskonvention eindeutig und ohne Zweifel das Recht Kinder mit Behinderungen auf Inklusion als ihr persönliches Recht und verpflichte Eltern, dieses Recht der Kinder treuhänderisch wahrzunehmen.
Die Kritiker bestreiten, dass es ein Recht der Eltern gebe, zwischen Sonderschule und allgemeiner Schule zu wählen. Diese Annahme unterlaufe das Recht des Kindes auf inklusive Bildung. Darüber hinaus sei es zur vollen Realisierung eines inklusiven Bildungssystems notwendig, so zügig wie möglich alle verfügbaren Ressourcen einzusetzen. Das Nebeneinander von zwei Systemen, einem segregierten Sonderschulsystem und einem Regelschulsystem, sei mit dem Gebot des effizienten Umgangs mit knappen Ressourcen nicht vereinbar.

### Soziale Herkunft der Kinder
80 bis 90 % der Kinder in Schulen für Lernbehinderte stammen aus dem von Kinderarmut geprägten Milieu, oder umgekehrt betrachtet, 19 % der Kinder aus der Unterschicht sind auf einer Förderschule, im Vergleich zu einem Prozent aus der Oberschicht. Die unsichere berufliche und finanzielle Situation der Eltern, schlechte Wohnbedingungen, das Leben in sozialen Brennpunkten, unvollständige Familien, eingeschränkte und einseitige Anregungen und soziale Isolation tragen laut Hans Schlack dazu bei, dass in dieser Lebenswelt die Bedürfnisse der Kinder nicht befriedigt werden können. Dies führt dazu, dass sie ihr intellektuelles Potential nicht erreichen können.

### Effizienz der Förderung
Die Darstellung,  Kinder mit Behinderung würden durch Förderschulen so gefördert, dass sie mehr Kompetenzen erwürben als auf anderen Schulen, wird von einigen Fachleuten und auch durch Studienergebnisse grundlegend in Frage gestellt: Je länger ein Schüler eine Förderschule besucht habe, desto schlechter seien sowohl seine Rechtschreibleistungen als auch seine Intelligenzwerte, wie beispielsweise Hans Wocken in einer Studie zeigte. Außerdem erreichen über 70 % der Förderschüler gar keinen Schulabschluss.

### Internationaler Vergleich
Unter den Ländern, die an den PISA-Untersuchungen teilgenommen haben, fallen Deutschland, die Schweiz und Frankreich dadurch auf, dass in diesen Ländern mehr als 50 Prozent aller Schüler, bei denen ein sonderpädagogischer Förderbedarf festgestellt wurde, in Sondereinrichtungen beschult werden. In allen anderen PISA-Ländern trifft dies nur auf eine Minderheit der Schüler mit sonderpädagogischem Förderbedarf zu.
Offenbar gibt es einen Zusammenhang zwischen der Tradition, in einem gegliederten Schulsystem Kinder frühzeitig verschiedene Schularten besuchen zu lassen (Selektion), und der Tradition, Schüler mit sonderpädagogischem Förderbedarf in Spezialeinrichtungen zu beschulen. Dieter Katzenbach und Joachim Schröder kritisieren das mit den Worten: „Es wird die passende Schule für das jeweilige Kind gesucht, und nicht die Schule für das Kind passend gemacht.“